# Franz zu Erbach-Erbach und von Wartenberg-Roth
Franz August Gustav Adam Hubertus Friedrich Wilhelm Hans Karl Graf zu Erbach-Erbach und von Wartenberg-Roth, hausintern auch Herr zu Breuberg, Wildenstein, Steinbach, Curl und Ostermannshofen (* 5. Februar 1925 in Erbach (Odenwald); † 2. Oktober 2015 ebenda), war als Chef der Familie Erbach-Erbach in seiner Region als Graf Franz II. zu Erbach-Erbach bekannt und Inhaber des Kirchenpatronats über die Pfarrstellen Erbach Nord und Reichelsheim, Besitzer eines landesgeschichtlich und kulturell bedeutenden Privatarchivs und Protektor der katholischen Kirche St. Georg in Würzberg, Mitbegründer des Deutschen Elfenbeinmuseums und Schirmherr der Kammerkonzerte Erbach. Er lebte im Jagdschloss Eulbach.

## Herkunft
Die Eltern von Franz Graf zu Erbach-Erbach und von Wartenberg-Roth waren Alexander Graf zu Erbach-Erbach und von Wartenberg-Roth, Herr zu Breuberg, Wildenstein, Steinbach, Curl und Ostermannshofen (* 1891; † 1952) und seine Frau Christa geborene von Zülow (* 1894; † 1962). Dieser war Standesherr mit einem erblichen Sitz in der ersten Kammer der Landstände des Großherzogtums Hessen und dem Recht auf die Anrede Erlaucht aus dem Adelsgeschlecht Erbach. Die Weimarer Verfassung hob 1919 in Deutschland öffentlich-rechtliche Vorrechte oder Nachteile der Geburt oder des Standes auf. Der Adelstitel „Graf“ wurde zum Namensbestandteil.
Nachdem sein älterer Bruder Eberhard (* 1922) am 23. November 1943 21-jährig als Leutnant im Reiterregiment 23 bei Newel in Russland gefallen war, wurde Franz beim Tode seines Vaters Chef der Linie Erbach-Erbach des Gesamthauses Erbach sowie Chef der „Dienststellen der Gräflichen Verwaltung“.

## Deutsches Elfenbeinmuseum
Eng verknüpft ist mit Franz Graf zu Erbach-Erbach die 1966 erfolgte Einrichtung des einzigartigen Deutschen Elfenbeinmuseums, zu dessen Kuratorium er gehörte.

## Kammerspiele Erbach
Graf zu Erbach-Erbach lud 1953 erstmals zu einem Kammermusikabend in die Hirschgalerie des Schlosses Erbach ein. Seither war er Schirmherr der Kammerkonzerte Erbach.

## Patronat
Franz Graf zu Erbach-Erbach war als Chef der Familie Erbach-Erbach der Inhaber des Kirchenpatronats der Pfarrstelle Erbach Nord sowie auch der Pfarrstelle Reichelsheim, er hatte bei der Besetzung also ein gewichtiges Recht.

## Archivbesitzer

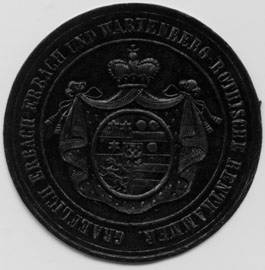
Siegelmarke Graeflich Erbach-Erbach und Wartenberg-Rothische Rentkammer

Das Hausarchiv des Grafen zu Erbach-Erbach und von Wartenberg-Roth befindet sich im Schloss Erbach im Odenwald. Es wird ehrenamtlich verwaltet und kann auf Anfrage benutzt werden.

## Protektor von St. Georg in Würzberg
Das Gesamthaus Erbach-Erbach ist lutherischer Konfession und Glied der SELK. Dennoch übernahm Franz Graf zu Erbach-Erbach und von Wartenberg-Roth 1953 das Amt des Protektors, als in Würzberg ein katholisches Kirchengebäude errichtet werden sollte, nachdem dort infolge des Kriegsendes 1945 und der Zuwanderung von deutschstämmigen Heimatvertriebenen aus dem Osten 1946 die Zahl der katholischen Mitbürger 182 Personen betrug. Auf den Wunsch des Protektors Franz Graf zu Erbach-Erbach und von Wartenberg-Roth wurde die Kapelle unter den Schutz des Heiligen Georg gestellt. Die Schlosserarbeiten, das Turmkreuz und die Fenster- und Türbeschläge wurden in der Schmiede des Grafen zu Erbach-Erbach kostenlos gefertigt. Das gesamte Bauholz wurde von ihm und dem in Amorbach ansässigen Fürsten zu Leiningen sowie privaten Waldbesitzern gestiftet. Am 16. August 1953 erfolgte die Grundsteinlegung. Der Grundstein enthält die Stiftungsurkunde mit folgendem Text:

„Im Namen der Allerheiligsten Dreifaltigkeit des Vaters, des Sohnes und des Heiligen Geistes, Amen. Im Jahre des Heils 1953, am 12. Sonntag nach Pfingsten, dem 16. August, im 15. Jahre des Pontifikates Seiner Heiligkeit Papst Pius XII., als Dr. Albert Stohr Bischof des Heiligen Stuhles von Mainz, Geistlicher Rat Dr. Dr. Konrad Booß Dekan des Landkapitels Dieburg, Dr. Heinrich Hähner Pfarrkurat von Vielbrunn war, als Dr. Theodor Heuß Bundespräsident, Dr. Konrad Adenauer Bundeskanzler und Georg August Zinn Ministerpräsident des Landes Hessen, Georg Ackermann Landrat des Kreises Erbach, Leonhard Walther Bürgermeister von Würzberg war, weihte Seine Hochwürden Domkapitular Johannes Fink als Vertreter Seiner Exzellenz des Bischofs von Mainz den Grundstein dieser Kirche, die auf den Titel ‚St. Georg‘ unter dem Protektorat Seiner Erlaucht des Grafen Franz zu Erbach-Erbach und von Wartenberg-Roth, Herr zu Breuberg, Wildenstein, Steinbach, Curl und Ostermannshofen errichtet wird.“

## Schlossverkauf
Spektakulär wurde der Verkauf seines Schlosses Erbach samt den Sammlungen 2004 an das Land Hessen, welches jedoch ihm und seiner Familie weitgehende Nutzungsrechte einräumt. Ebenfalls verkaufte er den verbliebenen Rest des Forstbesitzes des 1803 säkularisierten und 1818 an die Familie Erbach-Erbach gelangten Klosters Rot an August von Finck.

## Familie
Franz zu Erbach-Erbach heiratete in erster Ehe am 27. März 1952 in Arolsen Margarethe Prinzessin zu Waldeck und Pyrmont (* 1923; † 2003), Tochter des Josias Fürst zu Waldeck und Pyrmont und seiner Frau Altburg Herzogin von Oldenburg, mit der er bis zur am 10. Juli 1979 in Michelstadt erfolgten Scheidung verheiratet war. Sie behielt den Ehenamen bei und bewohnte darauf ein Haus in Erbach. Der Ehe entstammten die Kinder Alexandra und Eberhard.
Er heiratete in zweiter Ehe am 17. August desselben Jahres auf Schloss Eulbach im Eulbacher Park die Bankkauffrau Christa Blösinger (1947–2013), Tochter des Helmut Blösinger, Kulturdezernenten der Stadt Bochum, und seiner Frau Elisabeth Riegel. Der Ehe entspross Sohn Magnus-Alexander.

## Trivia
Am 15. Januar 1995 zeichnete der Erbacher Karnevalsverein CV-Ulk 1870 Erbach Franz Graf zu Erbach-Erbach und von Wartenberg-Roth mit seinem Orden des „Lachenden Lorbsers“ aus, mit dem 1990 erstmals Margit Sponheimer geehrt wurde.